# Axiopsis serratifrons
Axiopsis serratifrons is een tienpotigensoort uit de familie van de Axiidae. De wetenschappelijke naam van de soort is voor het eerst geldig gepubliceerd in 1873 door A. Milne-Edwards.
Axiopsis serratifrons graaft een hol waar soms ook vissen als Didogobius amicuscaridis bij in de buurt worden aangetroffen.